# Graphie de Huesca
En aragonais la grafia d'Òsca est une norme d'écriture de l'aragonais, issue des accords signés à Huesca le 19 avril 1987. Cette norme est un ensemble de conventions orthographiques. Elle est soutenue par le Conseil de la langue aragonaise (es).
Cette graphie est en concurrence avec la graphie SLA.
| Comparaison entre les deux orthographes de l'aragonais   | Comparaison entre les deux orthographes de l'aragonais                                                                            | Comparaison entre les deux orthographes de l'aragonais | Comparaison entre les deux orthographes de l'aragonais |
| phonèmes                                                 | graphie de Huesca | graphie SLA |                                                        |
| -------------------------------------------------------- | --- | --- | ------------------------------------------------------ |
| /a/                                                      | a | a |                                                        |
| /b/                                                      | b Ex: bien, serbizio, bal, autibo, cantaba                                                                                        | b, v selon l'étymologie, comme en catalan et en occitan. Ex: bien, servício, val, activo, cantava |                                                        |
| /k/                                                      | - c - qu devant e, i | - c - qu devant e, i |                                                        |
| /kw/                                                     | cu comme en espagnol Ex: cuan, cuestión                                                                                           | comme en catalan et un peu comme en occitan : - qu devant a, o. - qü devant e, i. Ex: quan, qüestion. |                                                        |
| /tʃ/                                                     | ch Ex: chaminera, minchar, chustizia, cheografía                                                                                  | - ch. - j (g devant e, i) selon l'étymologie, comme en catalan et en occitan. Ex: chaminera, minjar, justícia, geografia |                                                        |
| /d/                                                      | d | d |                                                        |
| /e/                                                      | e | e |                                                        |
| /f/                                                      | f | f |                                                        |
| /g/                                                      | - g - gu devant e, i | - g - gu devant e, i |                                                        |
| /gw/                                                     | - gu devant a, o - gü devant e, i                                                                                                 | - gu devant a, o - gü devant e, i |                                                        |
| h étymologique, muet depuis le latin                     | Non noté. Ex: istoria | Noté comme en aragonais médiéval et en catalan. Ex: história |                                                        |
| /i/                                                      | i | i |                                                        |
| /l/                                                      | l | l |                                                        |
| /ʎ/                                                      | ll | ll |                                                        |
| /m/                                                      | m | m |                                                        |
| /n/                                                      | n | n |                                                        |
| /ɲ/                                                      | ñ comme en espagnol Ex: añada | ny comme en aragonais médiéval et comme en catalan. Ex: anyada |                                                        |
| /o/                                                      | o | o |                                                        |
| /p/                                                      | p | p |                                                        |
| /r/                                                      | r | r |                                                        |
| /rr/                                                     | - rr - r- en début de mot | - rr - r- en début de mot |                                                        |
| /s/                                                      | s (même entre deux voyelles, jamais ss*)                                                                                          | s (même entre deux voyelles, jamais ss*) |                                                        |
| /t/                                                      | t | t |                                                        |
| -t final et étymologique, muet en aragonais contemporain | Non noté. Ex: soziedá, debán, chen                                                                                                | Noté comme en aragonais médiéval, en catalan et en occitan. Ex: sociedat, devant, gent |                                                        |
| /u, w/                                                   | u | u |                                                        |
| /jʃ/ (dialectes orientaux) /ʃ/ (dialectes occidentaux)   | x Ex: baxo | - ix (dialectes orientaux). - x (dialectes occidentaux). Ex: baixo (oriental) = baxo (occidental) |                                                        |
| /j/                                                      | - y en début de mot et entre deux voyelles - i dans les autres cas                                                                | - y en début de mot et entre deux voyelles - i dans les autres cas |                                                        |
| /θ/                                                      | z Ex: zona, Probenza, fez, zentro, serbizio, realizar.                                                                            | - z devant a, o, u, en début de mot. - ç devant a, o, u, à l'intérieur du mot. - z en fin de mot. - c devant e, i. - z dans les mots internationaux (mots savants grecs, emprunts, avec un z à l'origine). Ex: zona, Provença, fez, centro, servício, realizar. |                                                        |
| formes savantes                                          | On note les tendances à l'assimilation, comme dans la norme mistralienne de l'occitan. Ex: dialeuto, estensión ainsi que lecsico. | On ne note pas toutes les tendances à l'assimilation comme dans la norme classique de l'occitan. Ex: dialecto, extension et lexico. |                                                        |
| notation de l'accent tonique (en gras dans les exemples) | Modèle espagnol. Ex: - istoria, grazia, serbizio - mitolochía, cheografía, María, río - atenzión - choben, cantaban               | Modèle catalan, occitan et portugais. Ex: - história, grácia, servício - mitologia, geografia, Maria, rio - atencion - joven, cantavan ("jove, cantavan") |                                                        |